# Ecología microbiana

La gran anomalía del recuento de platos. Los recuentos de células obtenidas mediante cultivo son órdenes de magnitud más bajas que las que se observan directamente al microscopio. Esto se debe a que los microbiólogos pueden cultivar solo una minoría de microbios naturales utilizando las técnicas de laboratorio actuales, dependiendo del medio ambiente.

La ecología microbiana (o microbiología ambiental) es la ecología de los microorganismos: su relación entre sí y con su entorno. Se refiere a los tres dominios principales de la vida: eucariotas, arqueas y bacterias, así como a los virus.
Los microorganismos, por su omnipresencia, impactan en toda la biosfera. La vida microbiana juega un papel principal en la regulación de los sistemas biogeoquímicos en prácticamente todos los entornos de nuestro planeta, incluidos algunos de los más extremos, desde entornos helados y lagos ácidos, hasta respiraderos hidrotermales en el fondo de los océanos más profundos y algunos de los más familiares, como el intestino delgado humano. Como consecuencia de la magnitud cuantitativa de la vida microbiana (calculada como 5.0×1030 células; ocho veces mayor que el número de estrellas en el universo observable), los microbios, en virtud de su biomasa únicamente, constituyen un sumidero de carbono significativo. Aparte de la fijación de carbono, los procesos metabólicos colectivos clave de los microorganismos (incluida la fijación de nitrógeno, el metabolismo del metano y el metabolismo del azufre) controlan el ciclo biogeoquímico global. La inmensidad de la producción de microorganismos es tal que, incluso en ausencia total de vida eucariota, estos procesos probablemente continuarían sin cambios.

## Historia
Si bien los microbios se han estudiado desde el siglo XVII, esta investigación se realizó desde una perspectiva principalmente fisiológica más que ecológica. Por ejemplo, Louis Pasteur y sus discípulos estaban interesados en el problema de la distribución microbiana tanto en la tierra como en el océano. Martinus Beijerinck inventó el cultivo de enriquecimiento, un método fundamental para estudiar los microbios del medio ambiente. A menudo se le atribuye incorrectamente el encuadre de la idea biogeográfica microbiana de que "todo está en todas partes, pero el medio ambiente selecciona", que fue declarado por Lourens Baas Becking. Sergei Winogradsky fue uno de los primeros investigadores en intentar comprender los microorganismos fuera del contexto médico, lo que lo convirtió en uno de los primeros estudiantes de ecología microbiana y microbiología ambiental, descubrió la quimiosíntesis y desarrolló la columna de Winogradsky en el proceso.
Sin embargo, Beijerinck y Windogradsky se centraron en la fisiología de los microorganismos, no en el hábitat microbiano ni en sus interacciones ecológicas. La ecología microbiana moderna fue lanzada por Robert Hungate y colaboradores, quienes investigaron el ecosistema del rumen. El estudio del rumen requirió que Hungate desarrollara técnicas para cultivar microbios anaeróbicos, y también fue pionero en un enfoque cuantitativo para el estudio de los microbios y sus actividades ecológicas que diferenciaban las contribuciones relativas de las especies y las vías catabólicas.
El progreso en la ecología microbiana se ha relacionado con el desarrollo de nuevas tecnologías. La medición de las tasas de procesos biogeoquímicos en la naturaleza fue impulsada por la disponibilidad de radioisótopos a partir de la década de 1950. Por ejemplo, 14CO2 permitió el análisis de las tasas de fotosíntesis en el océano. Otro avance significativo se produjo en la década de 1980, cuando se desarrollaron microelectrodos sensibles a especies químicas como el O2. Estos electrodos tienen una resolución espacial de 50 a 100 μm y han permitido el análisis de la dinámica biogeoquímica espacial y temporal en sedimentos y capas microbianas.
Aunque la medición de las tasas de procesos biogeoquímicos podía analizar qué procesos estaban ocurriendo, estaban incompletos porque no proporcionaban información sobre qué microbios específicos eran los responsables. Durante mucho tiempo se sabía que las técnicas de cultivo "clásicas" recuperaban menos del 1% de los microbios de un hábitat natural. Sin embargo, a partir de la década de 1990, se desarrolló un conjunto de técnicas independientes del cultivo para determinar la abundancia relativa de microbios en un hábitat. Carl Woese demostró por primera vez que la secuencia de la molécula de ARN ribosómico 16S podría usarse para analizar relaciones filogenéticas. Norm Pace tomó esta idea seminal y la aplicó para analizar 'quién está ahí' en entornos naturales. El procedimiento implica (a) aislamiento de ácidos nucleicos directamente de un entorno natural, (b) amplificación por PCR de secuencias de genes de ARNr de subunidades pequeñas, (c) secuenciación de los amplicones y (d) comparación de esas secuencias con una base de datos de secuencias de cultivos puros y ADN ambiental. Esto ha proporcionado una gran comprensión de la diversidad presente en los hábitats microbianos. Sin embargo, no resuelve cómo vincular microbios específicos a su función biogeoquímica. La metagenómica, la secuenciación del ADN total recuperado de un entorno, puede proporcionar información sobre el potencial biogeoquímico, mientras que la metatranscriptómica y la metaproteómica pueden medir la expresión real del potencial genético, pero siguen siendo técnicamente más difíciles.

## Roles
Los microorganismos son la columna vertebral de todos los ecosistemas, pero más aún en las zonas donde la fotosíntesis no puede realizarse por falta de luz. En tales zonas, los microbios quimiosintéticos proporcionan energía y carbono a los demás organismos. Estos organismos quimiotróficos también pueden funcionar en ambientes que carecen de oxígeno utilizando otros aceptores de electrones para su respiración.
Otros microbios son descomponedores, con la capacidad de reciclar los nutrientes de los productos de desecho de otros organismos. Estos microbios juegan un papel vital en los ciclos biogeoquímicos.  El ciclo del nitrógeno, el ciclo del fósforo, el ciclo del azufre y el ciclo del carbono dependen de los microorganismos de una forma u otra. Por ejemplo, el gas nitrógeno que constituye el 78% de la atmósfera terrestre no está disponible para la mayoría de los organismos, hasta que se convierte en una forma biológicamente disponible mediante el proceso microbiano de fijación de nitrógeno.
Debido al alto nivel de transferencia horizontal de genes entre comunidades microbianas, la ecología microbiana también es importante para los estudios de evolución.

## Simbiosis
Los microbios, especialmente las bacterias, a menudo se involucran en relaciones simbióticas (ya sea positivas o negativas) con otros microorganismos u organismos más grandes. Aunque físicamente pequeñas, las relaciones simbióticas entre los microbios son significativas en los procesos eucariotas y su evolución. Los tipos de relaciones simbióticas en las que participan los microbios incluyen el mutualismo, el comensalismo, el parasitismo, y el amensalismo, y estas relaciones afectan al ecosistema de muchas maneras.

### Mutualismo
El mutualismo en la ecología microbiana es una relación entre las especies microbianas y los humanos que permite que ambas partes se beneficien. Un ejemplo sería la sintrofia, también conocida como alimentación cruzada, de la cual 'Methanobacterium omelianskii' es un ejemplo clásico. Este consorcio está formado por un organismo fermentador de etanol y un metanógeno. El organismo fermentador de etanol proporciona a la arquea asociada el H2, que este metanógeno necesita para crecer y producir metano. Se ha planteado la hipótesis de que la sintrofia desempeña un papel importante en entornos limitados en energía y nutrientes, como el subsuelo profundo, donde puede ayudar a la comunidad microbiana con diversas propiedades funcionales a sobrevivir, crecer y producir la máxima cantidad de energía. La oxidación anaeróbica del metano (AOM) se lleva a cabo por un consorcio mutualista de una bacteria reductora de sulfato y una arquea anaeróbica oxidante de metano. La reacción utilizada por la pareja bacteriana para la producción de H2 es endergónica (y, por lo tanto, termodinámicamente desfavorecida), sin embargo, cuando se combina con la reacción utilizada por la pareja arqueológica, la reacción general se vuelve exergónica. En consecuencia, los dos organismos están en una relación mutualista que les permite crecer y prosperar en un entorno mortal para cualquiera de las dos especies. El liquen es un ejemplo de un organismo simbiótico.

### Comensalismo
El comensalismo es muy común en el mundo microbiano y literalmente significa "comer de la misma mesa". Los productos metabólicos de una población microbiana son utilizados por otra población microbiana sin beneficio ni perjuicio para la primera población. Hay muchos "pares" de especies microbianas que realizan una reacción de oxidación o reducción a la misma ecuación química. Por ejemplo, los metanógenos producen metano al reducir el CO2 a CH4, mientras que los metanótrofos oxidan el metano nuevamente a CO2.

### Amensalismo
El amensalismo (también conocido comúnmente como antagonismo) es un tipo de relación simbiótica en la que una especie/organismo resulta dañado mientras que el otro no se ve afectado. Un ejemplo de tal relación que tiene lugar en la ecología microbiana es entre las especies microbianas Lactobacillus casei y Pseudomonas taetrolens. Cuando coexiste en un entorno, Pseudomonas taetrolens muestra un crecimiento inhibido y una producción reducida de ácido lactobiónico (su principal producto), muy probablemente debido a los subproductos creados por Lactobacillus casei durante su producción de ácido láctico. Sin embargo, Lactobacillus casei no muestra diferencias en su comportamiento, por lo que esta relación puede definirse como amensalismo.

## Gestión de recursos microbianos
La biotecnología se puede utilizar junto con la ecología microbiana para abordar una serie de desafíos ambientales y económicos. Por ejemplo, las técnicas moleculares como community fingerprinting o la metagenómica se pueden utilizar para rastrear los cambios en las comunidades microbianas a lo largo del tiempo o evaluar su biodiversidad. La gestión del ciclo del carbono para secuestrar el dióxido de carbono y prevenir el exceso de metanogénesis es importante para mitigar el calentamiento global, y las perspectivas de la bioenergía se están ampliando con el desarrollo de celdas de combustible microbianas. La gestión de los recursos microbianos aboga por una actitud más progresiva hacia la enfermedad, en la que se favorecen los agentes de control biológico frente a los intentos de erradicación. Los flujos en las comunidades microbianas deben caracterizarse mejor para que el potencial de este campo se realice.  Además, también hay implicaciones clínicas, ya que las simbiosis microbianas marinas son una fuente valiosa de agentes antimicrobianos nuevos y existentes y, por lo tanto, ofrecen otra línea de investigación en la carrera armamentista evolutiva de la resistencia a los antibióticos, una preocupación apremiante para los investigadores. 

## En el entorno construido y la interacción humana
Los microbios existen en todas las áreas, incluidos los hogares, las oficinas, los centros comerciales y los hospitales. En 2016, la revista Microbiome publicó una colección de varios trabajos que estudian la ecología microbiana del entorno construido.
Un estudio de 2006 de bacterias patógenas en hospitales encontró que su capacidad de supervivencia variaba según el tipo, algunas sobrevivían solo unos pocos días mientras que otras sobrevivían meses.
La vida útil de los microbios en el hogar varía de manera similar. Generalmente, las bacterias y los virus requieren un ambiente húmedo con una humedad superior al 10 por ciento. E. coli puede sobrevivir desde unas pocas horas hasta un día. Las bacterias que forman esporas pueden sobrevivir más tiempo, con Staphylococcus aureus sobreviviendo potencialmente durante semanas o años, en el caso de Bacillus anthracis, años.
En el hogar, las mascotas pueden ser portadoras de bacterias; por ejemplo, los reptiles son comúnmente portadores de salmonella.
S. aureus es particularmente común y coloniza de manera asintomática alrededor del 30% de la población humana; intentos de descolonizar a los portadores han tenido un éxito limitado y generalmente involucran mupirocina por vía nasal y lavado con clorhexidina, potencialmente junto con vancomicina y cotrimoxazol para tratar infecciones intestinales y del tracto urinario.

### Antimicrobianos
Algunos metales, particularmente el cobre y la plata, tienen propiedades antimicrobianas. El uso de superficies táctiles antimicrobianas de aleación de cobre es una técnica que se ha comenzado a utilizar en el siglo XXI para prevenir la transmisión de bacterias. También se han comenzado a incorporar nanopartículas de plata en las superficies y tejidos de los edificios, aunque se han expresado preocupaciones sobre los posibles efectos secundarios de las diminutas partículas en la salud humana.